# Michel-Thomas Labrecque
Pour les articles homonymes, voir Labrecque (homonymie).
Michel-Thomas Labrecque, né le 30 décembre 1849 et mort le 3 juin 1932, est un homme d'Église canadien qui fut évêque de Chicoutimi de 1892 à 1927. 

## Biographie
Originaire de Saint-Anselme (Québec), il reçut l'ordre en l'année 1876. Il avait été nommé évêque titulaire d'Hélénopolis-en-Bithynie (de) par Léon XIII et consacré à l'épiscopat par Mgr Elzéar-Alexandre Taschereau. En 1927, Mgr Charles-Antonelli Lamarche lui succède en tant qu'évêque de Chicoutimi.